# Edward Garczyński
Edward Garczyński herbu własnego – kasztelan rozpierski w latach 1755–1793.
Jego rodzicami byli wojewoda Stefan Garczyński i Katarzyna z Radolińskich. Jego synem był Stefan, rotmistrz 1. Brygady Kawalerii Narodowej. 
W 1764 roku był elektorem Stanisława Augusta Poniatowskiego z województwa sieradzkiego.